# فيليكس ميلز
فيليكس ميلز (بالإنجليزية: Felix Mills)‏ هو موزع وملحن أمريكي، ولد في 28 يوليو 1901، وتوفي في 5 أبريل 1987.

## روابط خارجية
- فيليكس ميلز على موقع IMDb (الإنجليزية)
- فيليكس ميلز على موقع قاعدة بيانات الفيلم (الإنجليزية)